# Tangerine (filme)
Tangerine é um filme de drama estadunidense de 2015 dirigido e escrito por Sean Baker e Chris Bergoch. Estrelado por Kitana Kiki Rodriguez, Mya Taylor e James Ransone, estreou no Festival Sundance de Cinema em 23 de janeiro de 2015.

## Elenco
- Kitana Kiki Rodriguez - Sin-Dee Rella
- Mya Taylor - Alexandra
- James Ransone - Chester
- Mickey O'Hagan - Dinah
- Karren Karagulian - Razmik
- Alla Tumanian - Ashken
- Luiza Nersisyan - Yeva
- Arsen Grigoryan - Karo
- Ian Edwards - Nash
- Scott Krinsky - Parsimonious John
- Clu Gulager - Cherokee
- Josh Sussman
- Ana Foxx - Selena
- Chelcie Lynn - Madam Jillian
- Jason Stuart - Joey